# Barbhanjyang
Barbhanjyang – gaun wikas samiti w zachodniej części Nepalu w strefie Gandaki w dystrykcie Tanahu. Według nepalskiego spisu powszechnego z 2001 roku liczył on 1323 gospodarstw domowych i 6016 mieszkańców (3332 kobiet i 2684 mężczyzn).